# John Francis Skjellerup
John Francis Skjellerup (* 16. Mai 1875 in Cobden, Victoria (Australien); † 6. Januar 1952 in Melbourne) war ein australischer Astronom und Telegraph.
Der Vater von John Francis, Peder Jensen Skjellerup war aus Dänemark und starb früh, seine Mutter Margaret Williamson stammte aus England. John Francis selbst wollte Frank mit Vornamen genannt werden. Er erlernte die Telegraphie und ging von Australien nach Südafrika, da dort nach dem zweiten Burenkrieg Telegraphen benötigt wurden.
In Südafrika betrieb er Astronomie und war Entdecker und Mitentdecker zahlreicher Kometen, sowohl in Südafrika als auch in Australien. So entdeckte er den periodischen Kometen Grigg-Skjellerup und den sehr hellen Kometen Skjellerup-Maristany. Er beobachtete ferner variable Sterne.
John Francis heiratete 1923 Mary Peterson aus Südafrika und ging im selben Jahr nach Australien mit ihr. Sie hatten keine Kinder.

## Entdeckte Kometen (Auswahl)
- C/1912 R1 (Gale), 11. September 1912
- Pons-Winnecke, 31. Oktober 1915
- C/1919 Y1 (Skjellerup), 19. Dezember 1919
- C/1920 X1 (Skjellerup), 11. Dezember 1920
- Grigg-Skjellerup, 16. Mai 1922
- C/1922 W1 (Skjellerup), 26. November 1922
- C/1927 X1 (Skjellerup-Maristany), 28. November 1927